# مطار دالامان
مطار دالامان (إياتا: DLM، إيكاو: LTBS) (بالتركية: Dalaman Havalimanı) هو مطار دولي وأحد ثلاثة مطارات تخدم جنوب غرب تركيا، حيث المطارين الثانيين هما: مطار ميلاس بودروم ومطار أنطاليا. مطار دالامان به محطتي ركاب (بالإنجليزية: terminal)، تُستخدم محطة الركاب القديمة للرحلات الداخلية ومحطة الركاب الجديدة مخصصة للرحلات الدولية. المطار يخدم المناطق السياحية المحيطة وضواحي دالامان. تتوفر الرحلات الجوية من وإلى أكثر من 120 وجهة في جميع أنحاء تركيا وأوروبا وشمال إفريقيا والشرق الأوسط.

## التاريخ
بدأ بناء مطار دالامان في عام 1976م، وافُتتح عام 1981م كمدرج طيران (بالإنجليزية: aerodrome)، حيث أن مدرجات الطيران عادة ما تكون في المطارات الجوية الصغيرة الخاصة، أو مطارات الطيران التجاري، أو المطارات العسكرية. في عام 1989م، تمت ترقيته إلى وضع «مطار».
كانت تكلفة «محطة ركاب» دالامان الدولية الجديدة حوالي 150.000.000 دولار، وهي ثالث أكبر مبنى «محطة ركاب» في تركيا. توجد بها 12 بوابة ركوب، و 8 جسور هوائية مغطاة. تم إعادة تصميم موقف الطائرات أيضًا، وإضافة مساحة لوقوف الطائرات البعيد.
للمطار القدرة على التعامل مع ما يصل إلى 35 رحلة في وقت واحد. يعتمد التسجيل والمغادرة على الطابقين العلويين، بينما وصول الركاب يكون في الطابقين الأدنى. لا يزال مبنى المحطة القديم قيد الاستخدام ويعمل كمحطة محلية داخلية.
يمتد المطار على مساحة 6.15 مليون متر2،  وتبلغ مساحة «محطة الركاب» الحالية في مجملها حوالي 95000 متر2، مقارنة بأقل من 45000 متر2 قبل التجديد.

## الخطوط الجوية والوجهات
| شركـات طيـران              | الوجهات |
| -------------------------- | --- |
| إيروفلوت                   | موسمي: مطار شيريميتييفو الدولي |
| طيران صربيا                | عارض: مطار نيكولا تسلا في بلغراد |
| الأناضول جت                | مطار إيسنبوغا الدولي، مطار صبيحة كوكجن الدولي، مطار بن غوريون الدولي موسمي: مطار الملكة علياء الدولي، مطار بيروت رفيق الحريري الدولي |
| الخطوط الجوية آتا          | موسمي: مطار الإمام الخميني الدولي |
| الخطوط الجوية النمساوية    | عارض: مطار فيينا الدولي |
| الخطوط الجوية الأذربيجانية | موسمي: مطار حيدر علييف الدولي |
| Azur Air                   | عارض: Kazan، Krasnodar، Mineralnye Vody، مطار فنوكوفو الدولي، مطار نوفوسيبيرسك، Rostov-on-Don، مطار بولكوفو، مطار كوروموخ الدولي، Ufa، مطار كولتسوفو الدولي |
| طيران بيلافيا              | عارض: مطار مينسك الدولي |
| الخطوط الجوية البريطانية   | موسمي: مطار غاتويك، مطار لندن هيثرو |
| Corendon Airlines          | موسمي: مطار برمينغهام، مطار كولونيا بون الدولي، مطار غاتويك، مطار مانشستر، مطار نيوكاسل، مطار نورمبرغ |
| كوريندون هولاندا           | موسمي: مطار سخيبول أمستردام، Groningen (تبدأ في 3 أغسطس 2023) |
| إيزي جيت                   | مطار غاتويك، مطار مانشستر موسمي: مطار بلفاست الدولي، مطار بريستول، مطار إدنبرة، مطار غلاسكو الدولي، مطار ليفربول، مطار لندن لوتن |
| إديلويس إير                | موسمي: مطار زيورخ الدولي |
| Enter Air                  | عارض: مطار غدانسك ليخ فاونسا، مطار كاتوفيتشي، Poznań، مطار وارسو فريدريك شوبان |
| European Air عارض          | عارض: مطار صوفيا |
| GetJet Airlines            | عارض: مطار فيلنيوس |
| I-Fly                      | عارض: مطار فنوكوفو الدولي |
| Ikar                       | عارض: Syktyvkar |
| جيت تو دوت كوم             | موسمي: مطار بلفاست الدولي، مطار برمينغهام، مطار بريستول، East Midlands، مطار إدنبرة، مطار غلاسكو الدولي، Leeds/Bradford، مطار ليفربول (تبدأ في 29 مارس 2024)، مطار لندن ستانستد، مطار مانشستر، مطار نيوكاسل |
| Meraj Airlines             | موسمي: مطار تبريز الدولي، مطار الإمام الخميني الدولي |
| نوردستار                   | عارض: مطار دوموديدوفو الدولي |
| Nordwind Airlines          | عارض: Kazan، مطار شيريميتييفو الدولي، مطار نوفوسيبيرسك، Perm، Ufa، Volgograd، مطار كولتسوفو الدولي |
| خطوط بيغاسوس               | مطار صبيحة كوكجن الدولي موسمي: مطار حيدر علييف الدولي (تبدأ في 4 يونيو2023)، مطار بيروت رفيق الحريري الدولي، مطار لندن ستانستد، مطار مانشستر، مطار دوموديدوفو الدولي، مطار بن غوريون الدولي |
| Pobeda                     | موسمي: مطار فنوكوفو الدولي |
| رايان إير                  | مطار براتيسلافا الدولي موسمي: مطار دبلن الدولي |
| روسيه (خطوط جوية)          | مطار سوتشي الدولي |
| الخطوط الجوية الإسكندنافية | عارض: مطار كوبنهاغن |
| خطوط ترافل سيرفس الجوية    | عارض: مطار براتيسلافا الدولي، مطار فاكلاف هافيل الدولي |
| Smartwings Poland          | عارض: مطار كاتوفيتشي، مطار وارسو فريدريك شوبان، مطار فروتسواف |
| صن إكسبريس                 | موسمي: مطار سخيبول أمستردام، مطار برلين براندنبرغ، مطار برمينغهام (تبدأ في 31 مارس 2023)، مطار بروكسل الدولي (تبدأ في 22 أبريل 2023)، مطار كولونيا بون الدولي، مطار كوبنهاغن، مطار دوسلدورف الدولي، مطار فرانكفورت، مطار هامبورغ، مطار غاتويك، مطار مانشستر، مطار ميونخ الدولي، مطار شتوتغارت الدولي، مطار زيورخ الدولي (تبدأ في 23 أبريل 2023)       |
| توي للطيران                | موسمي: مطار أبردين، مطار بلفاست الدولي، مطار برمينغهام، Bournemouth، مطار بريستول، مطار كارديف الدولي، East Midlands، مطار إدنبرة، مطار إكستر، مطار غلاسكو الدولي، Leeds/Bradford (تبدأ في 24 مايو 2023)، مطار غاتويك، مطار لندن لوتن، مطار لندن ستانستد، مطار مانشستر، مطار نيوكاسل، Norwich، Teesside (تبدأ في 28 مايو 2024) عارض: مطار دبلن الدولي |
| توي فلاي بلجيكا            | موسمي: مطار بروكسل الدولي |
| توي فلاي ألمانيا           | موسمي: مطار دوسلدورف الدولي، مطار فرانكفورت، مطار هانوفر لانغنهاغن، مطار ميونخ الدولي، مطار شتوتغارت الدولي |
| أركي فلاي                  | موسمي: مطار سخيبول أمستردام |
| الخطوط الجوية التركية      | مطار إسطنبول الدولي موسمي: مطار فنوكوفو الدولي |
| خطوط أورال الجوية          | عارض: مطار دوموديدوفو الدولي، Rostov-on-Don |
| ويز للطيران                | مطار لندن لوتن موسمي: مطار غاتويك (تبدأ في 23 مايو 2023) |

## النقل البري
تتوفر خدمات نقل مكوكية إلى مرماريس أو فتحية، ومنتشا (الحي المركزي في موغلا) على طريق مرماريس-فتحية. تعتمد هذه الخدمات من المطار في الغالب على وصول الرحلات الداخلية. يستخدم مسافروا الرحلات الخارجية عمومًا النقل الداخلي أو سيارات الأجرة. تتوفر مرافق وقوف السيارات لما يصل إلى 550 مركبة خارج مبنى المطار.

## معرض الصور

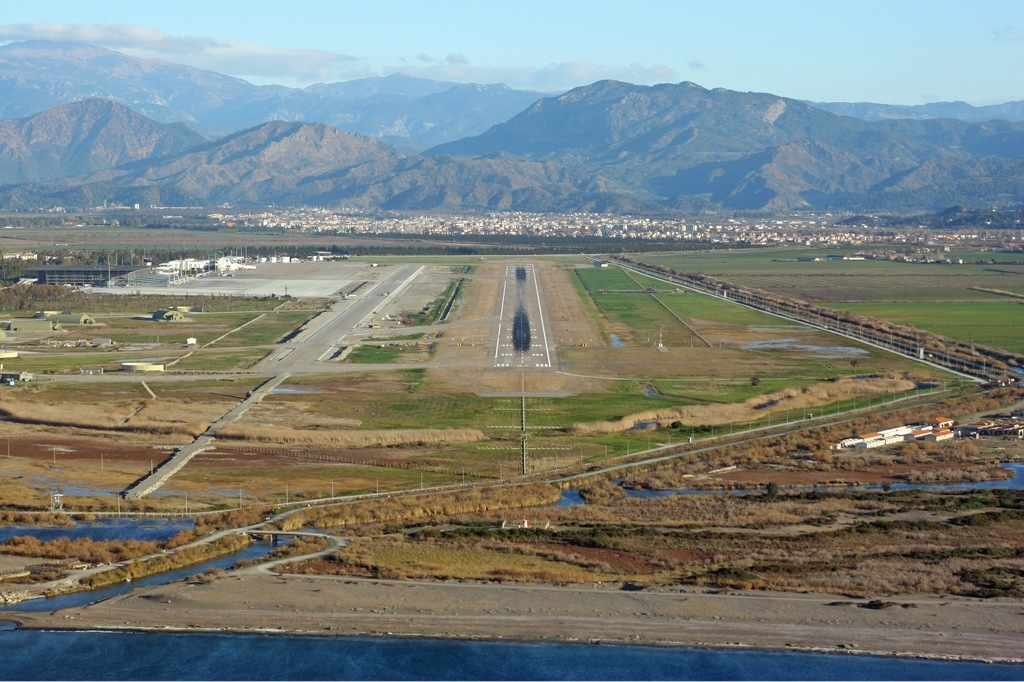
مطار دالامان عام 2006م.
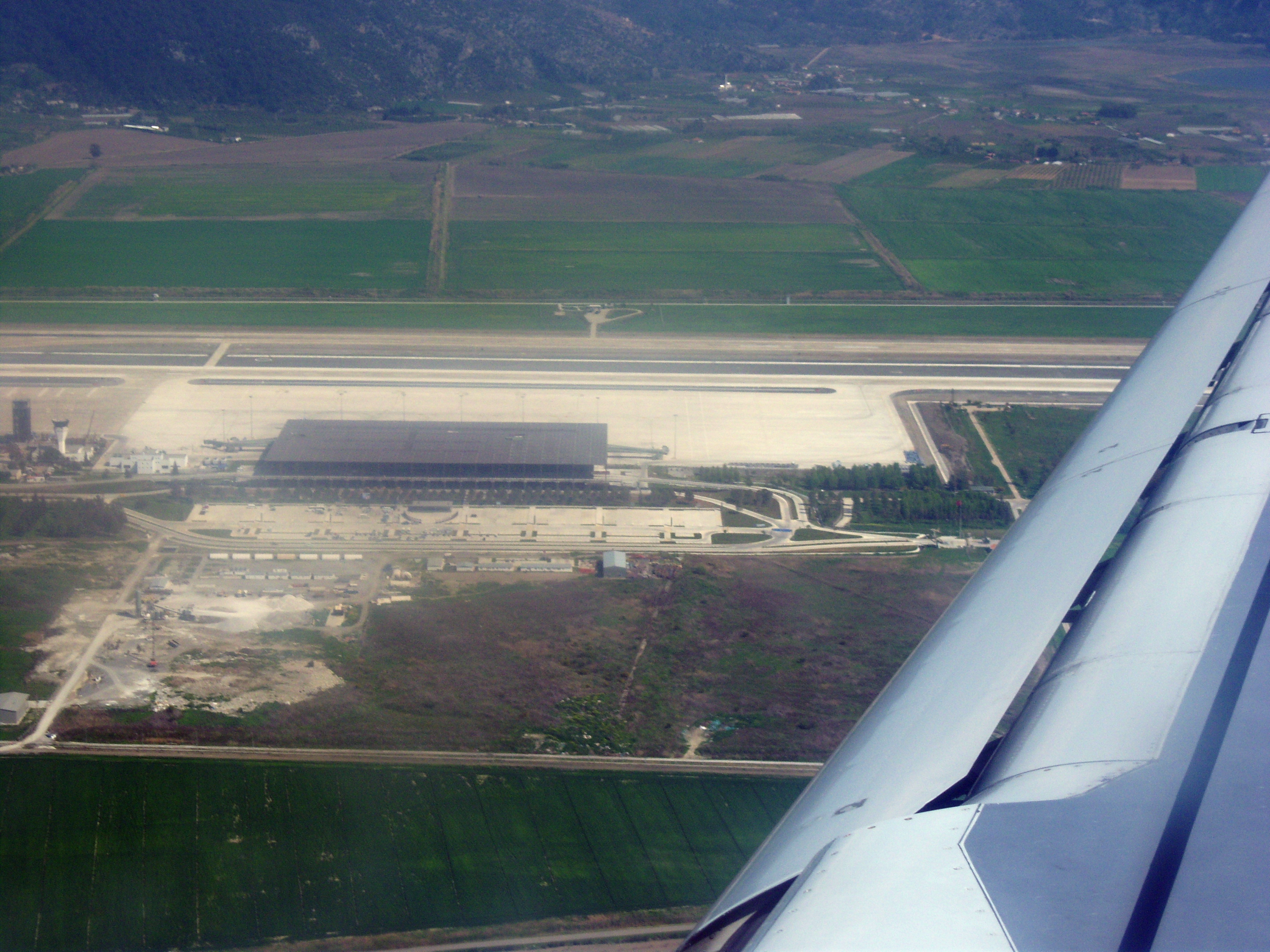
صورة جوية لمطار دالامان 2008م.
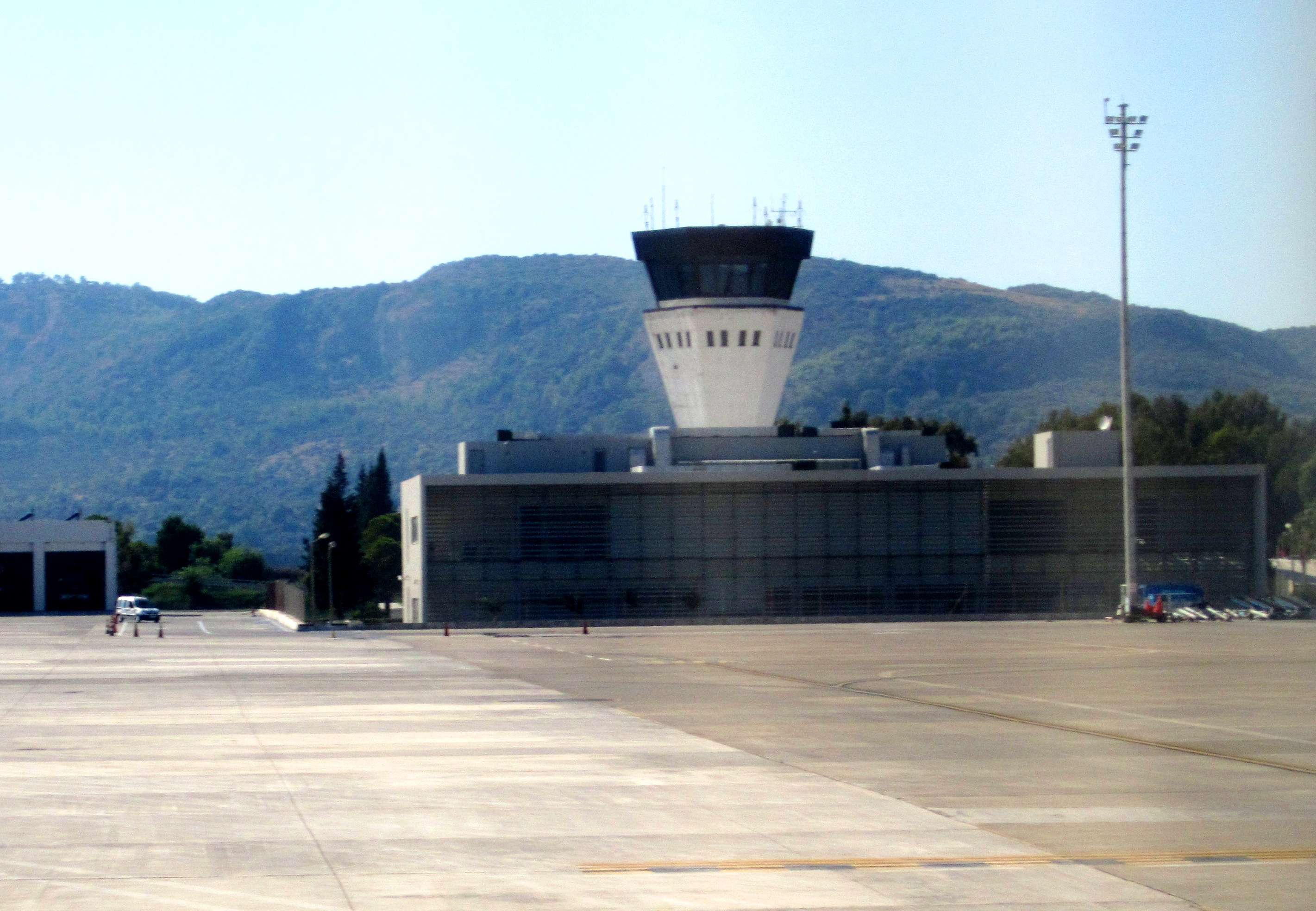
برج مطار دالامان 2010م.
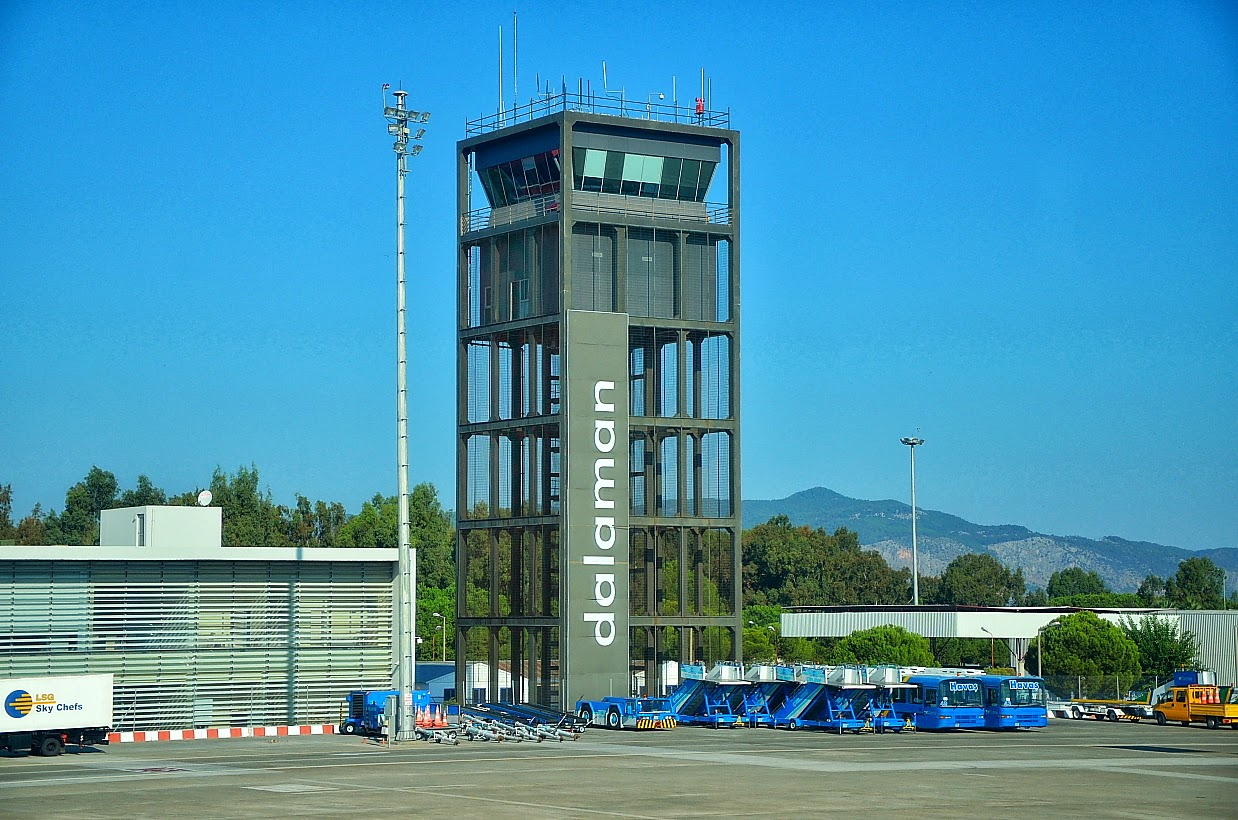
برج مطار دالامان 2013م.
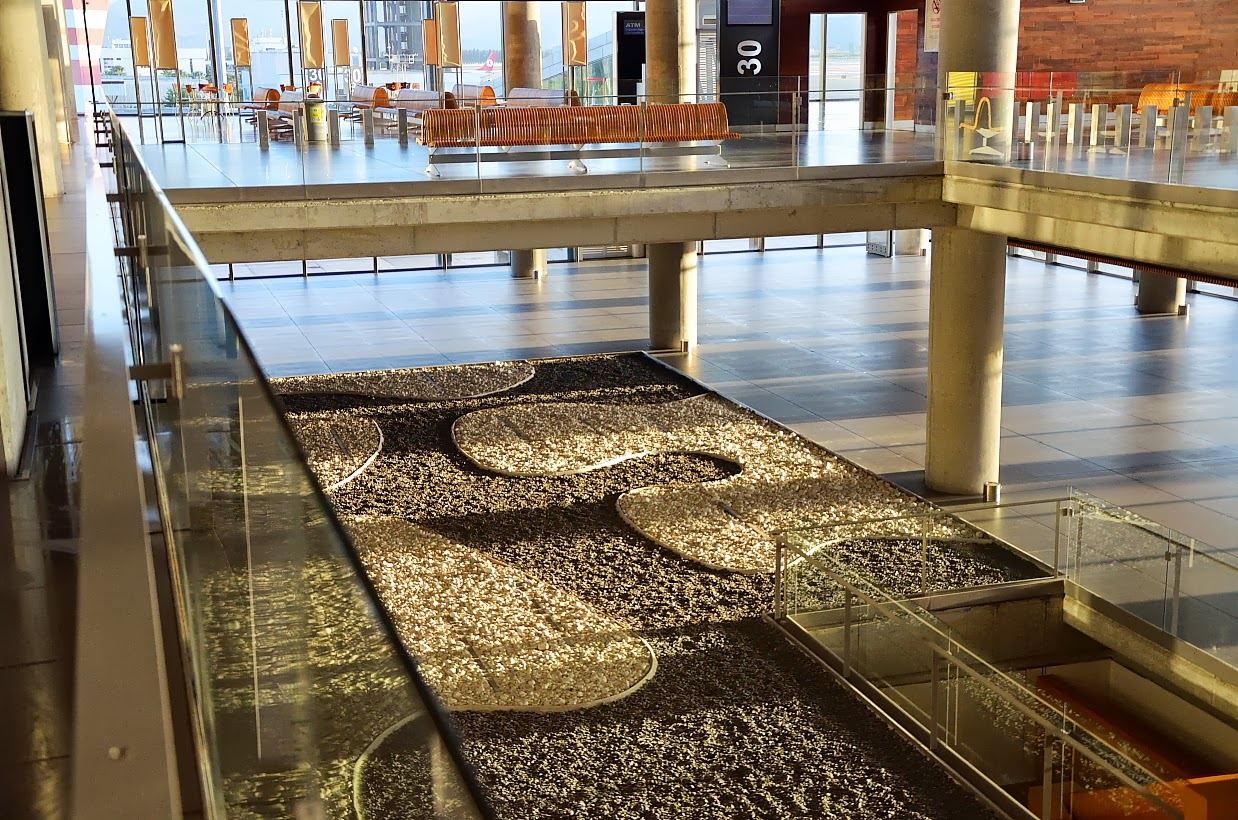
مطار دالامان من الداخل 2013م.
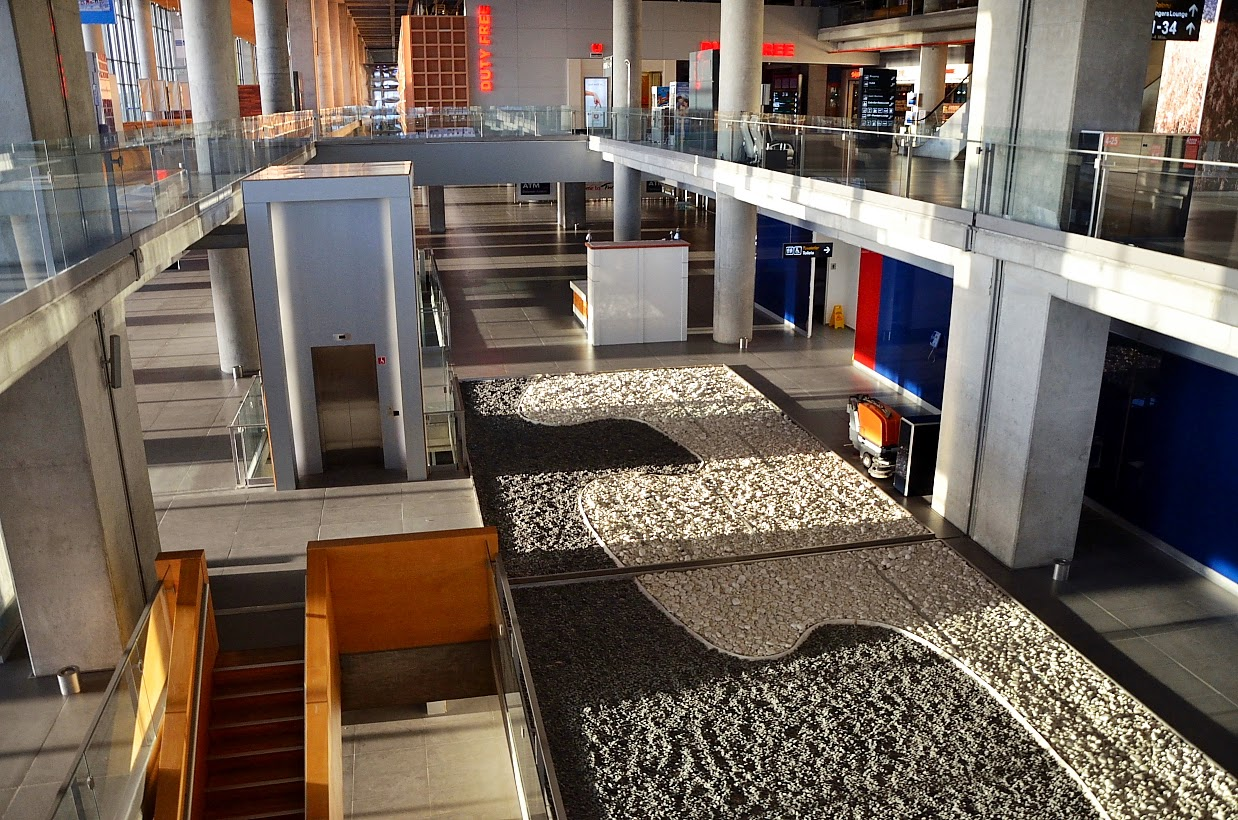
مطار دالامان من الداخل 2013م.
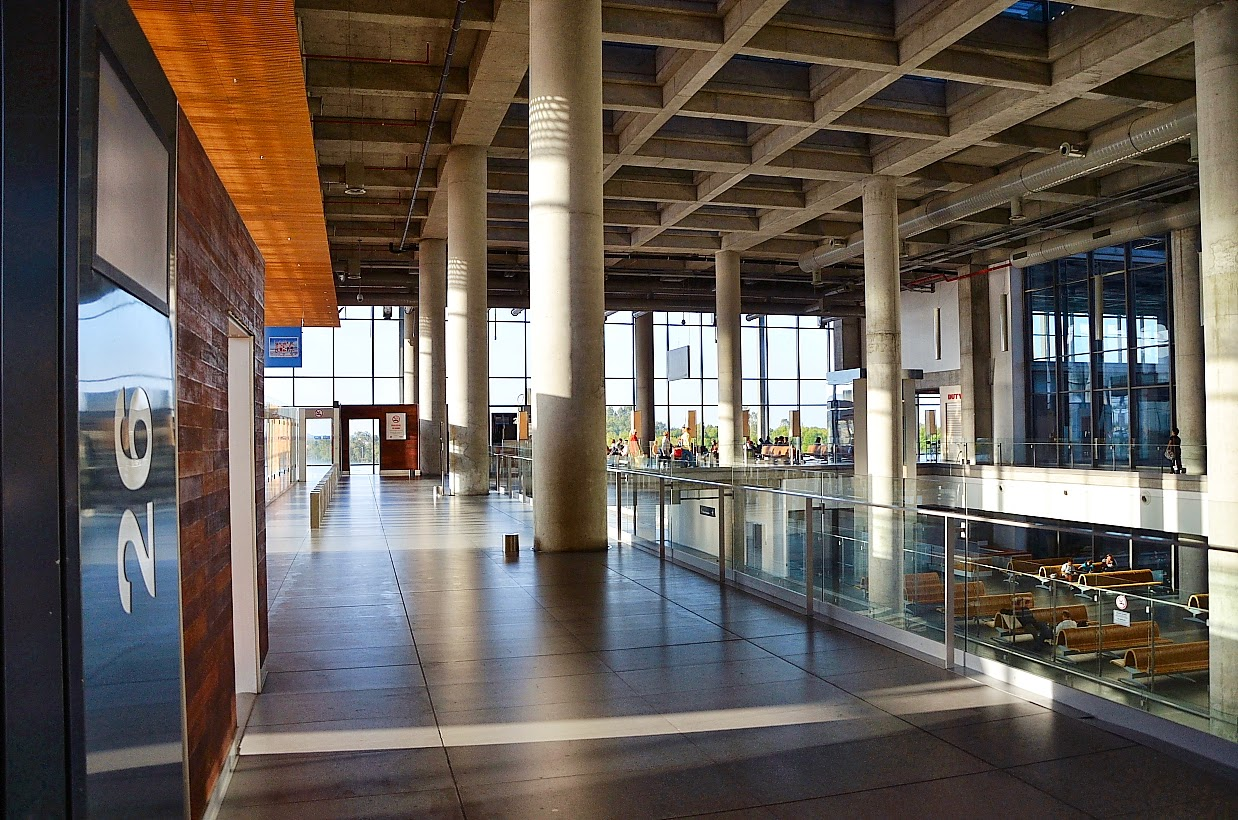
مطار دالامان من الداخل 2013م.
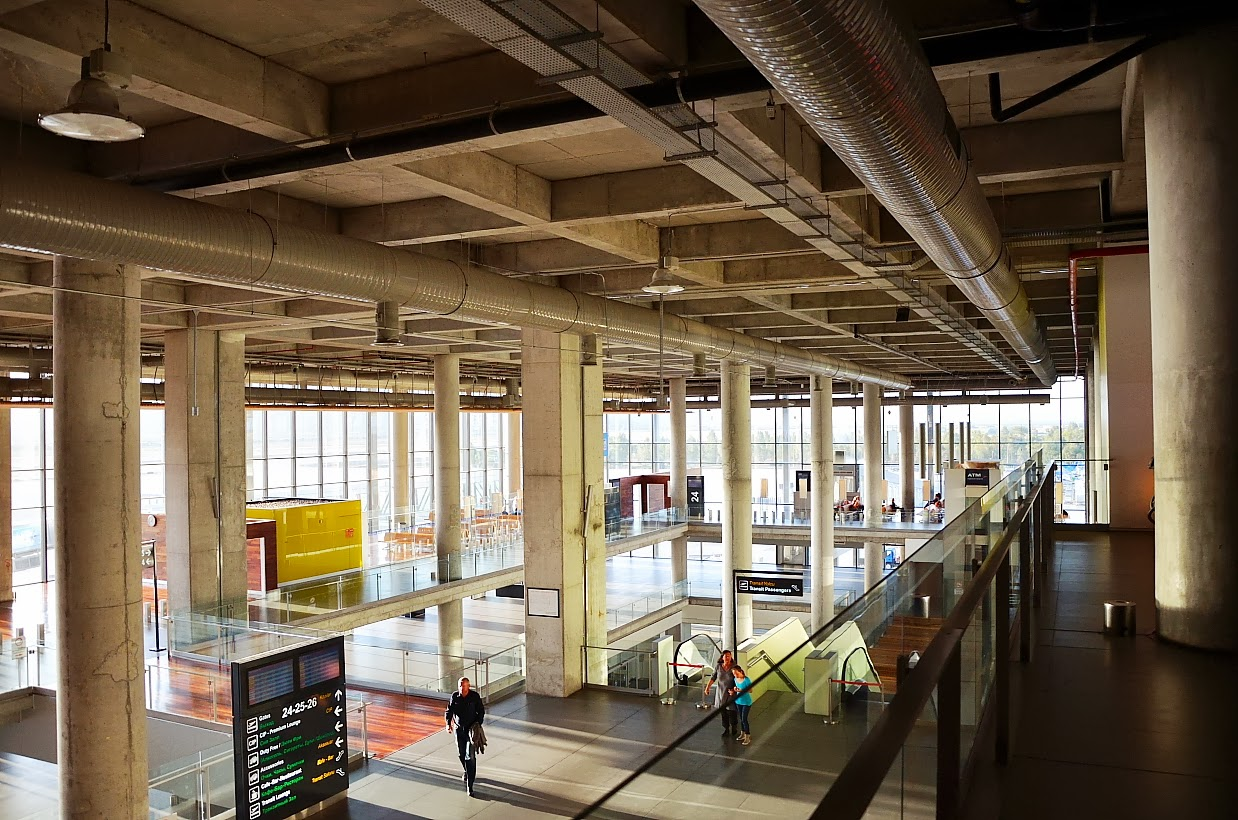
مطار دالامان من الداخل 2013م.
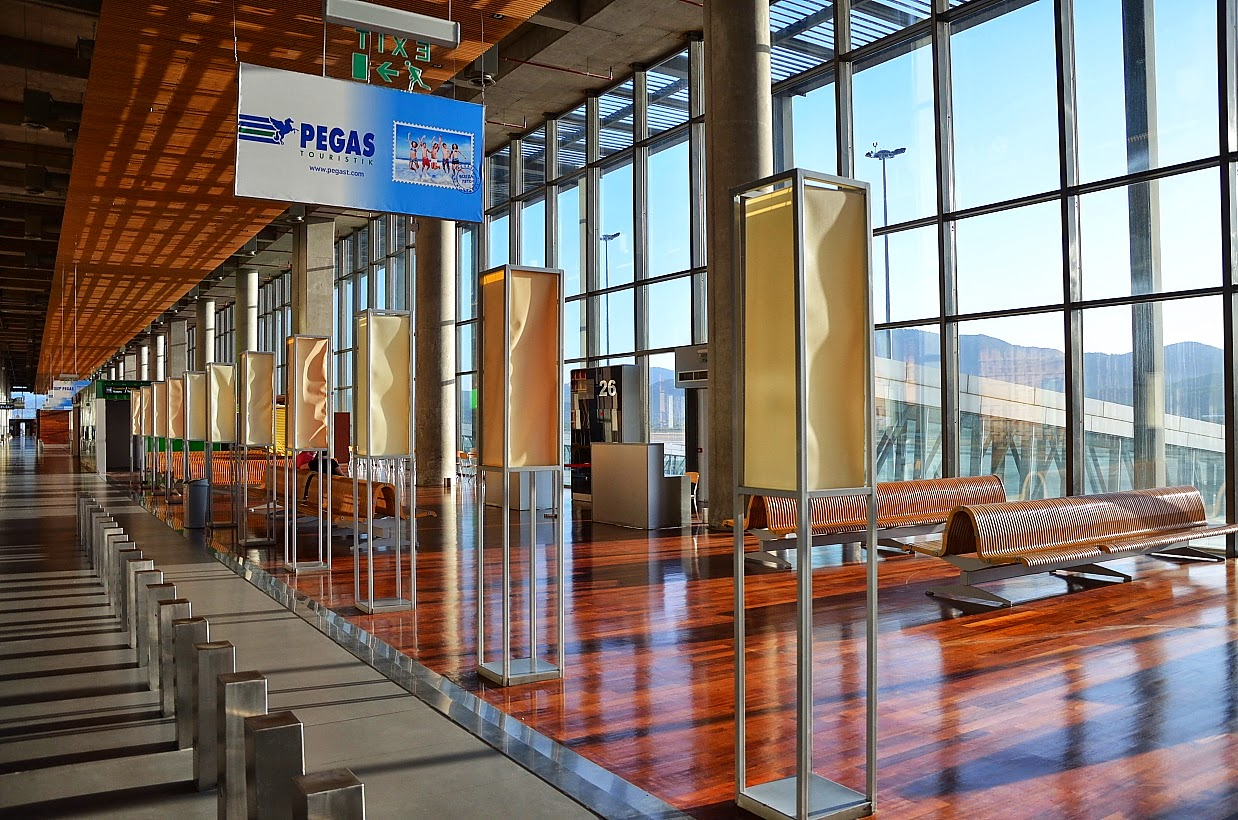
مطار دالامان من الداخل 2013م.
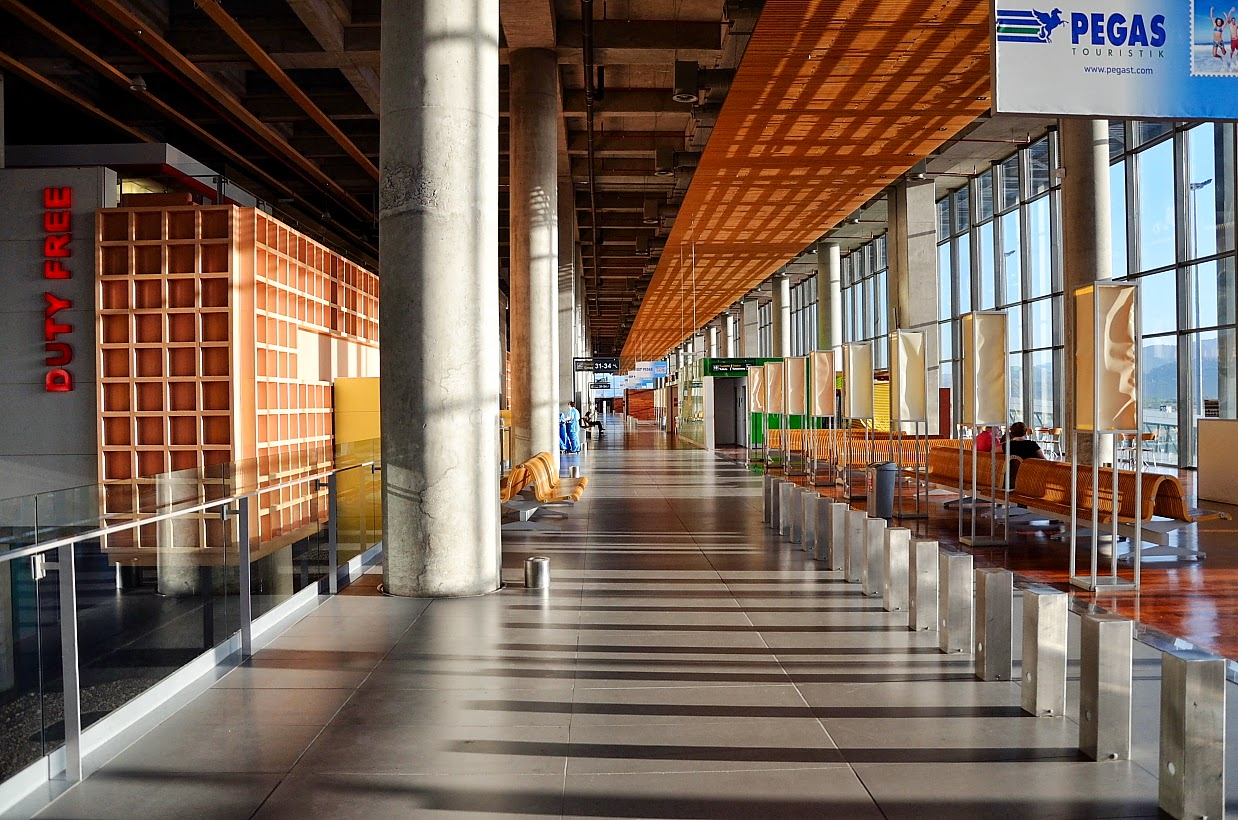
مطار دالامان من الداخل 2013م.
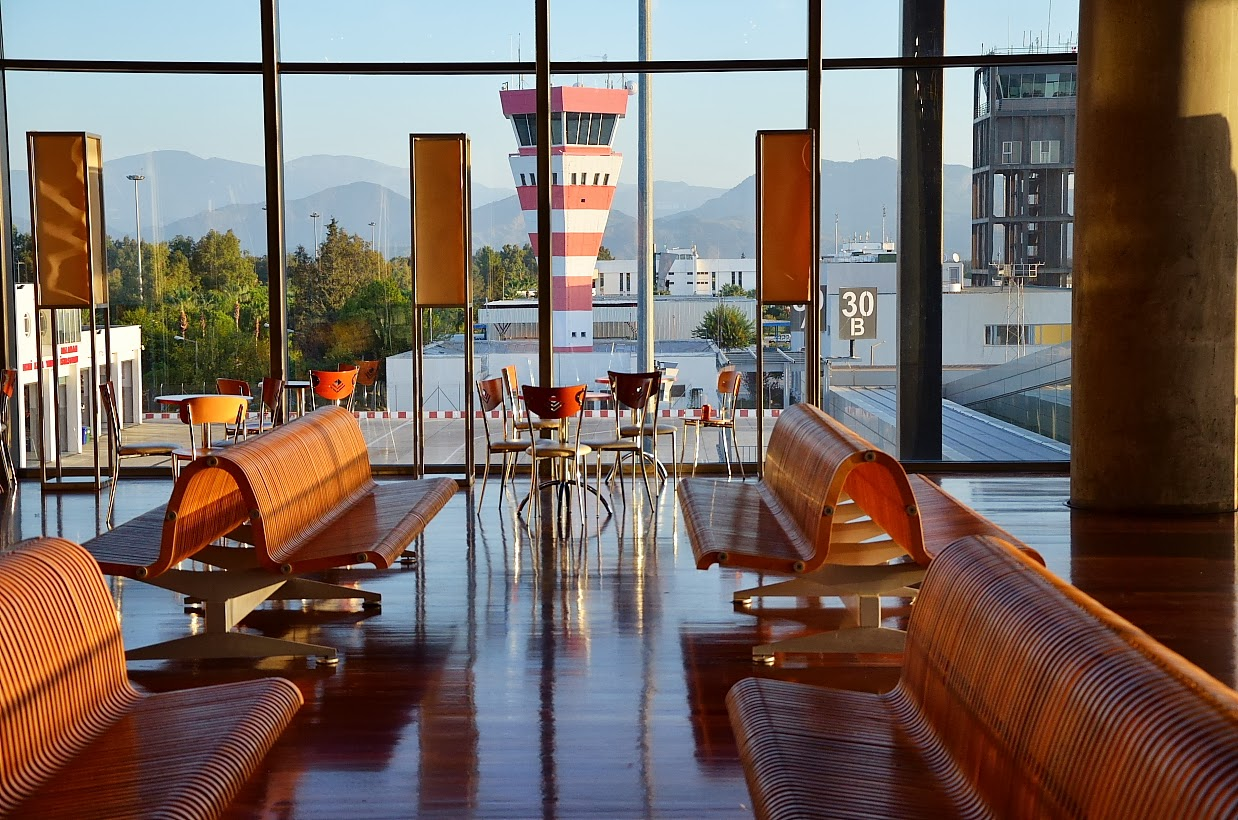
مطار دالامان من الداخل 2013م.
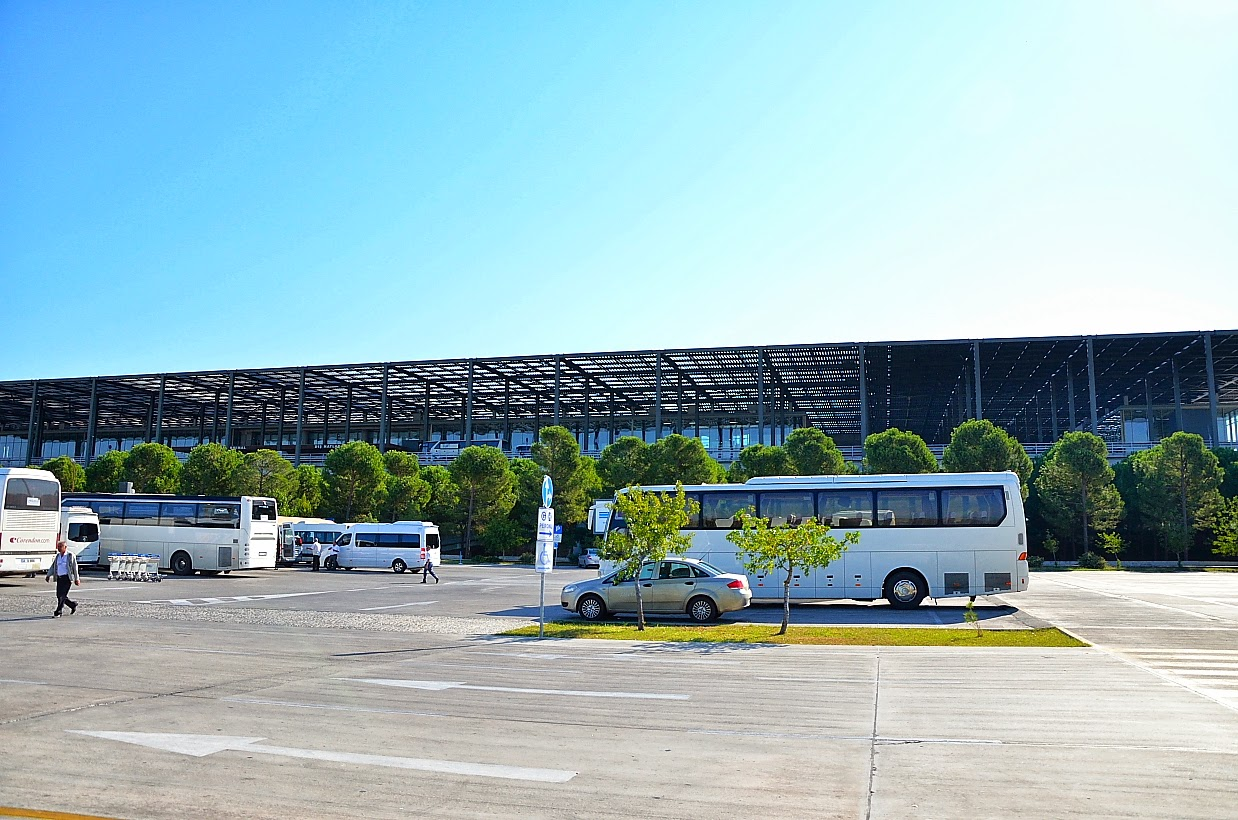
مطار دالامان 2013م.
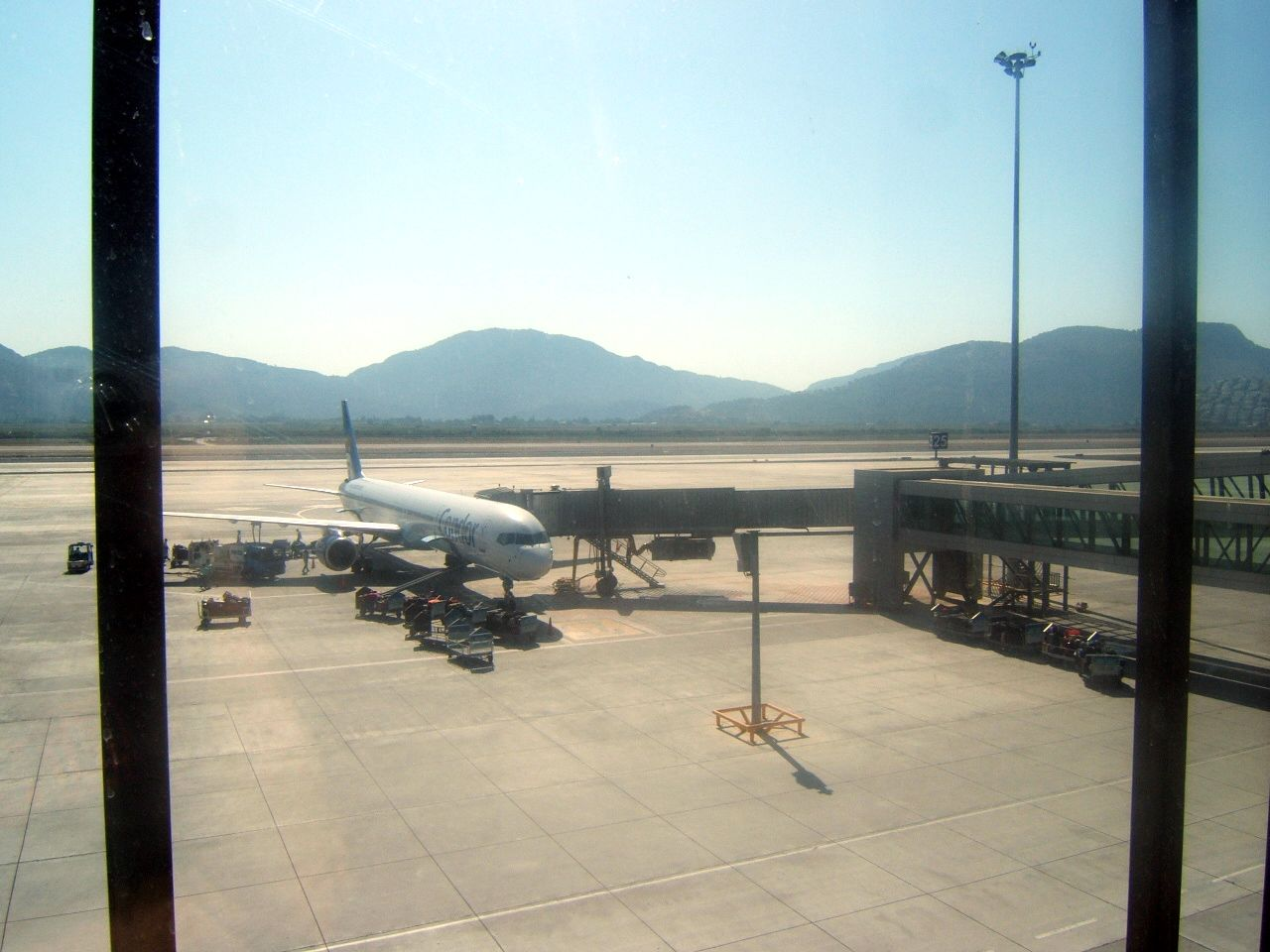
مطار دالامان 2007م.
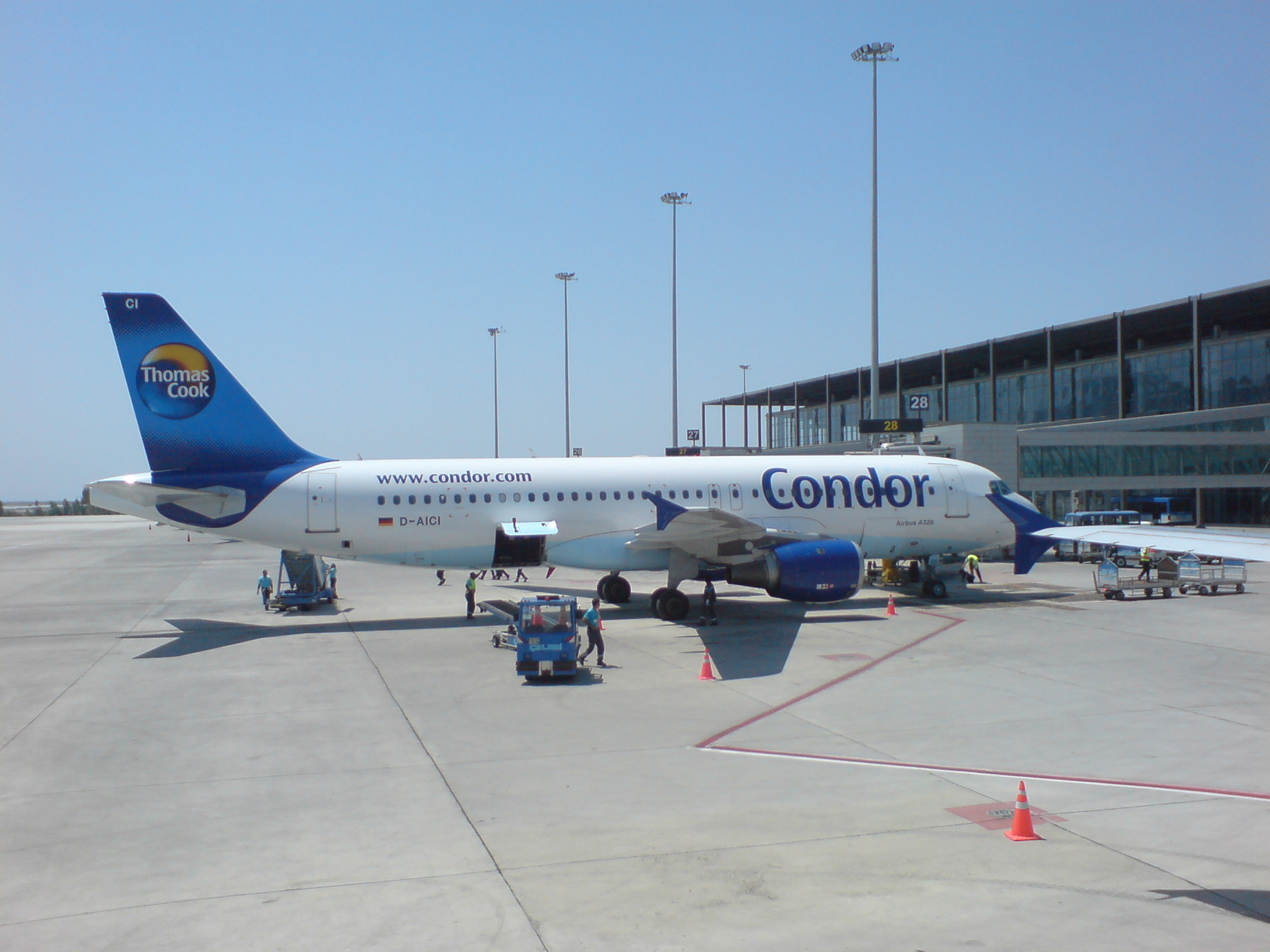
مطار دالامان 2008م.
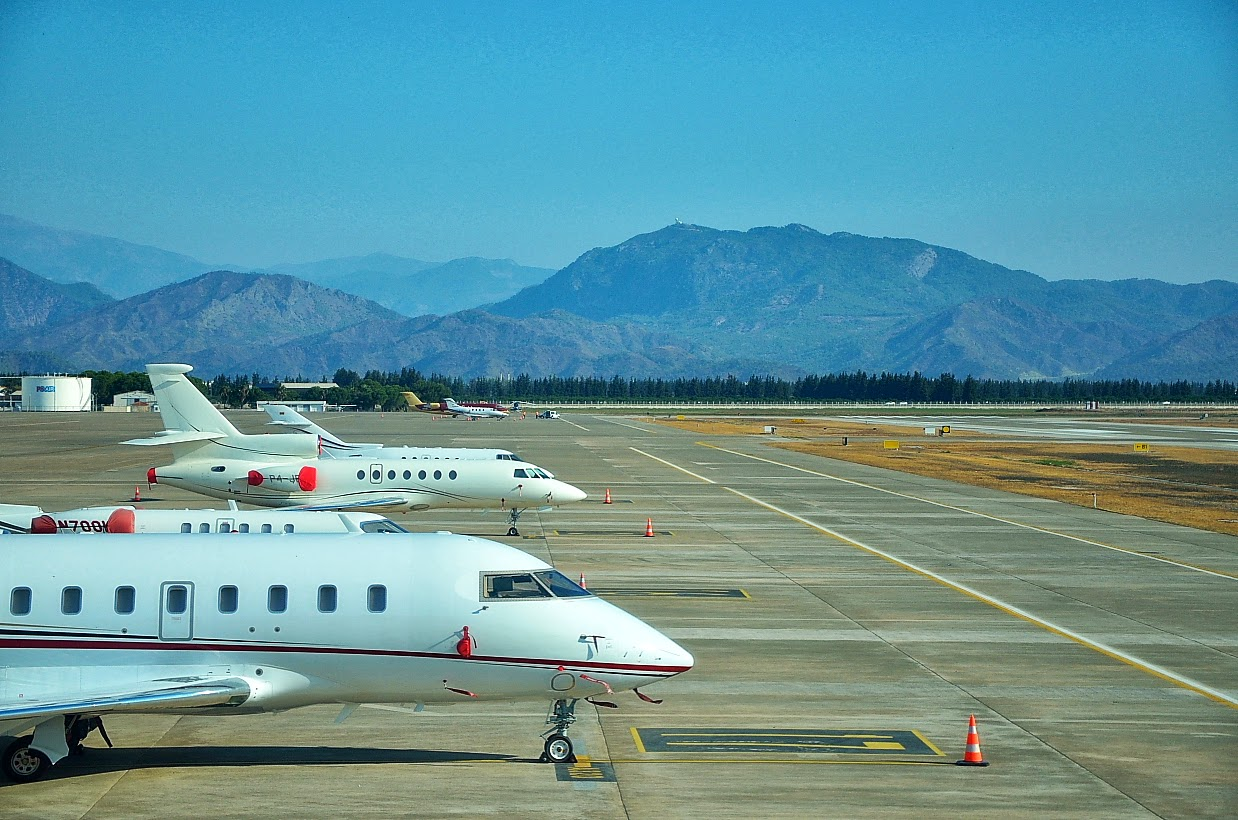
مطار دالامان 2013م.
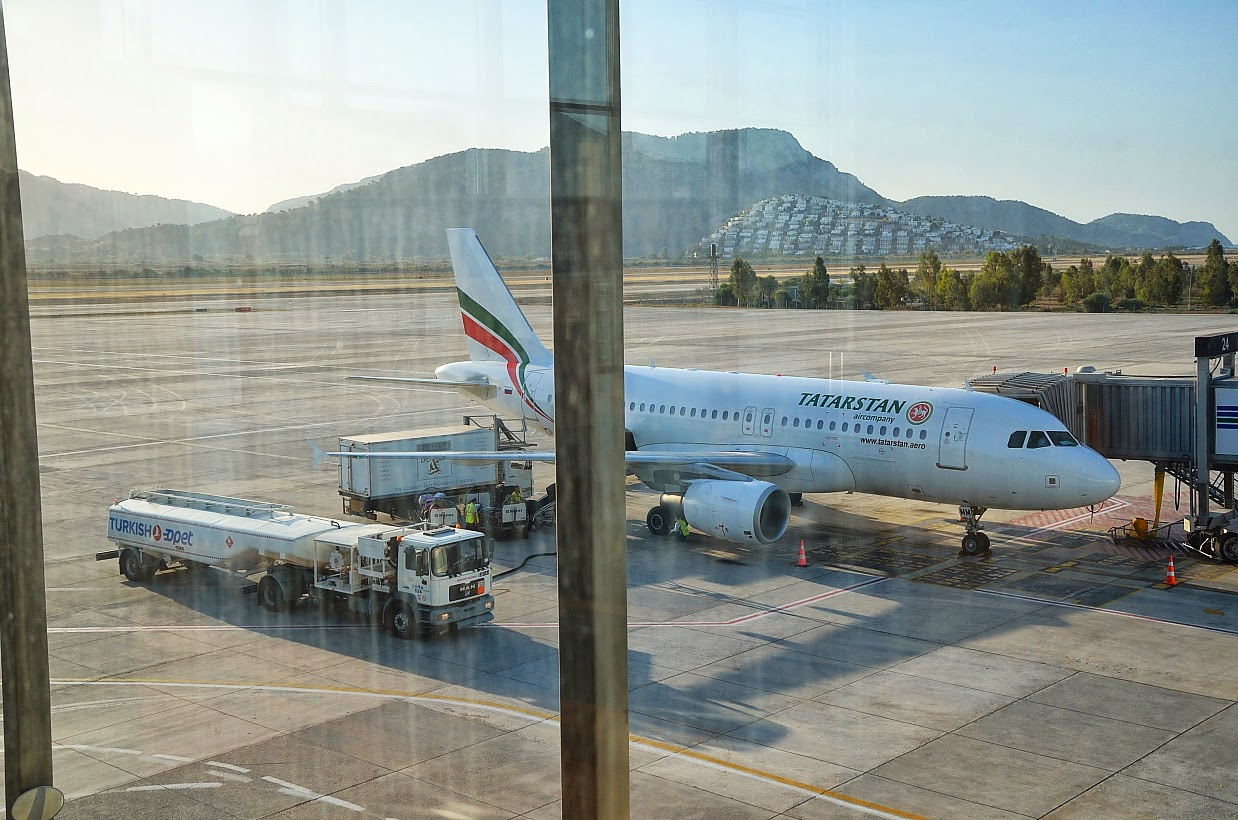
مطار دالامان 2013م.
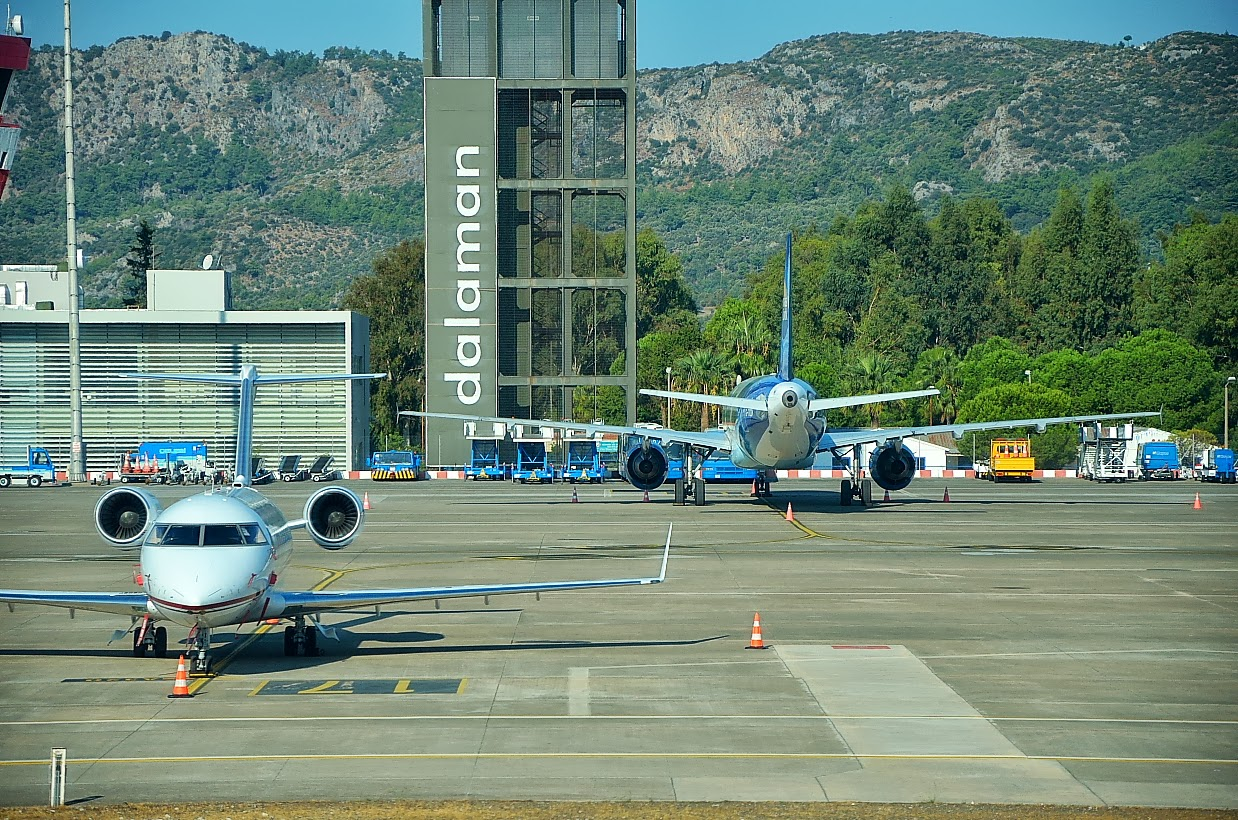
مطار دالامان 2013م.
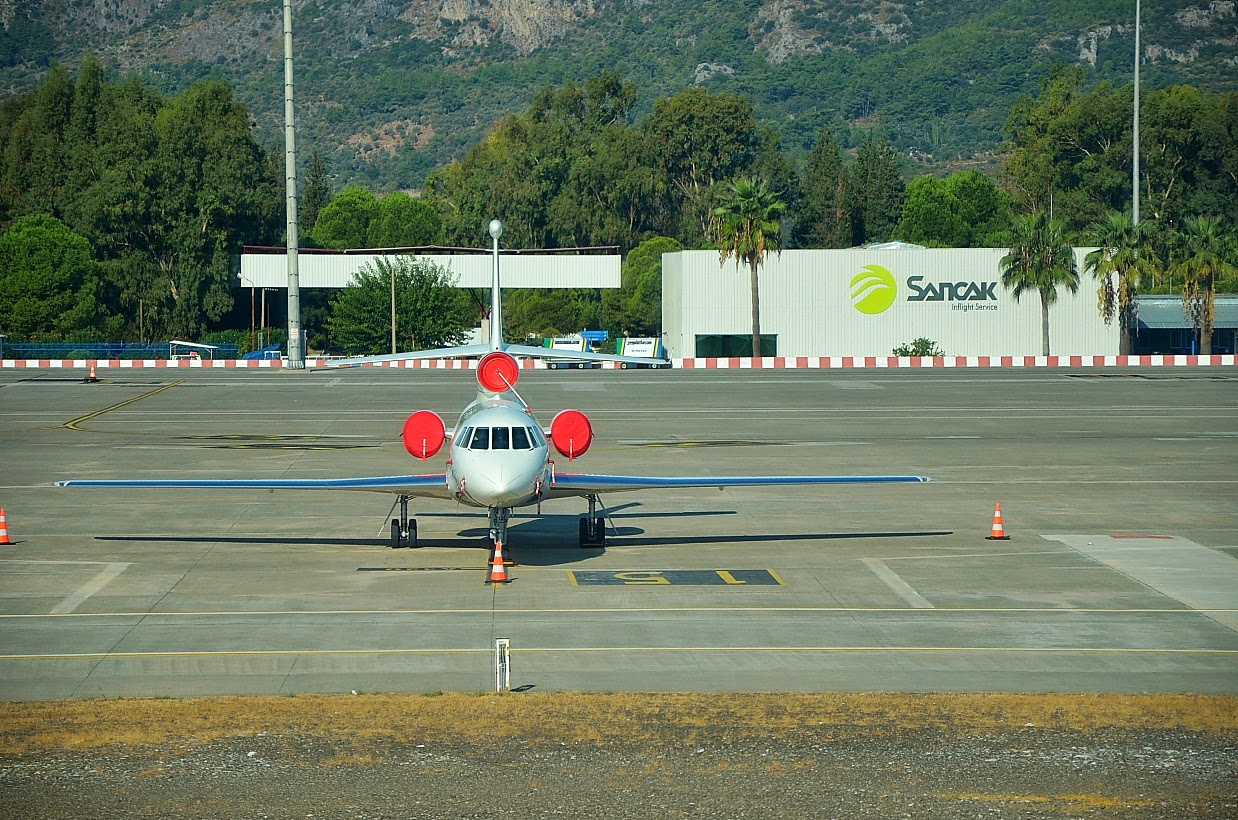
مطار دالامان 2013م.

## روابط خارجية
- الموقع الرسمي
- Airport information for LTBS at World Aero Data. Data current as of October 2006. البيانات الحالية اعتبارا من أكتوبر 2006.
- Airport information for LTBS at Great Circle Mapper.  المصدر: DAFIF   (اعتبارًا من أكتوبر 2006).
- حالة الطقس في مطار دالامان.
- تاريخ الحوادث لـ (DLM) على شبكة سلامة الطيران.